# تاكاشي أدزوما
تاكاشي أدزوما (باليابانية: 東 崇史) (21 نوفمبر 1979 في شيغا في اليابان – )؛ هو لاعب كرة قدم سابق كان يلعب كمدافع.